# عباس کیارستمی: یک گزارش
عباس کیارستمی: یک گزارش (انگلیسی: Abbas Kiarostami: A Report) فیلمی مستند در مورد عباس کیارستمی، به کارگردانی بهمن مقصودلو است که در سال ۲۰۰۳ منتشر شد. این مستند اولین بار در جشنواره بین‌المللی فیلم مونترال به نمایش درآمد.